# Stewart T. Cole
Stewart Thomas Cole (* 1955 in England) ist ein britischer Mikrobiologe und Spezialist für Mykobakterien, besonders die Erreger von Tuberkulose und Lepra. Von  Januar 2018 bis Januar 2024 war er Präsident des Institut Pasteur.
Cole studierte an der University of Wales und wurde 1979 an der University of Sheffield promoviert. Danach war er an der Universität von Umeå in Schweden und am Max-Planck-Institut in Tübingen, bevor er ans Institut Pasteur kam, wo er die Gruppe bakterielle Molekulargenetik leitete, Professor und wissenschaftlicher Direktor wurde. Von 2007 bis 2017 war er Professor in Lausanne. Seit 2018 ist er Präsident des Institut Pasteur in Paris.
Er leistete grundlegende Beiträge zur Erforschung des Genoms von Tuberkel- und Leprabakterien, ihrer Evolution, Pathogenität und Widerstandsfähigkeit gegen Antibiotika. In Lausanne leitet er eine internationale Kollaboration zur Entwicklung effizienter Medikamente gegen Tuberkulose.
2009 erhielt er den Kochon Prize und 2014 den Emil-von-Behring-Preis. Er ist Fellow der Royal Society.